# Szablon (graffiti)

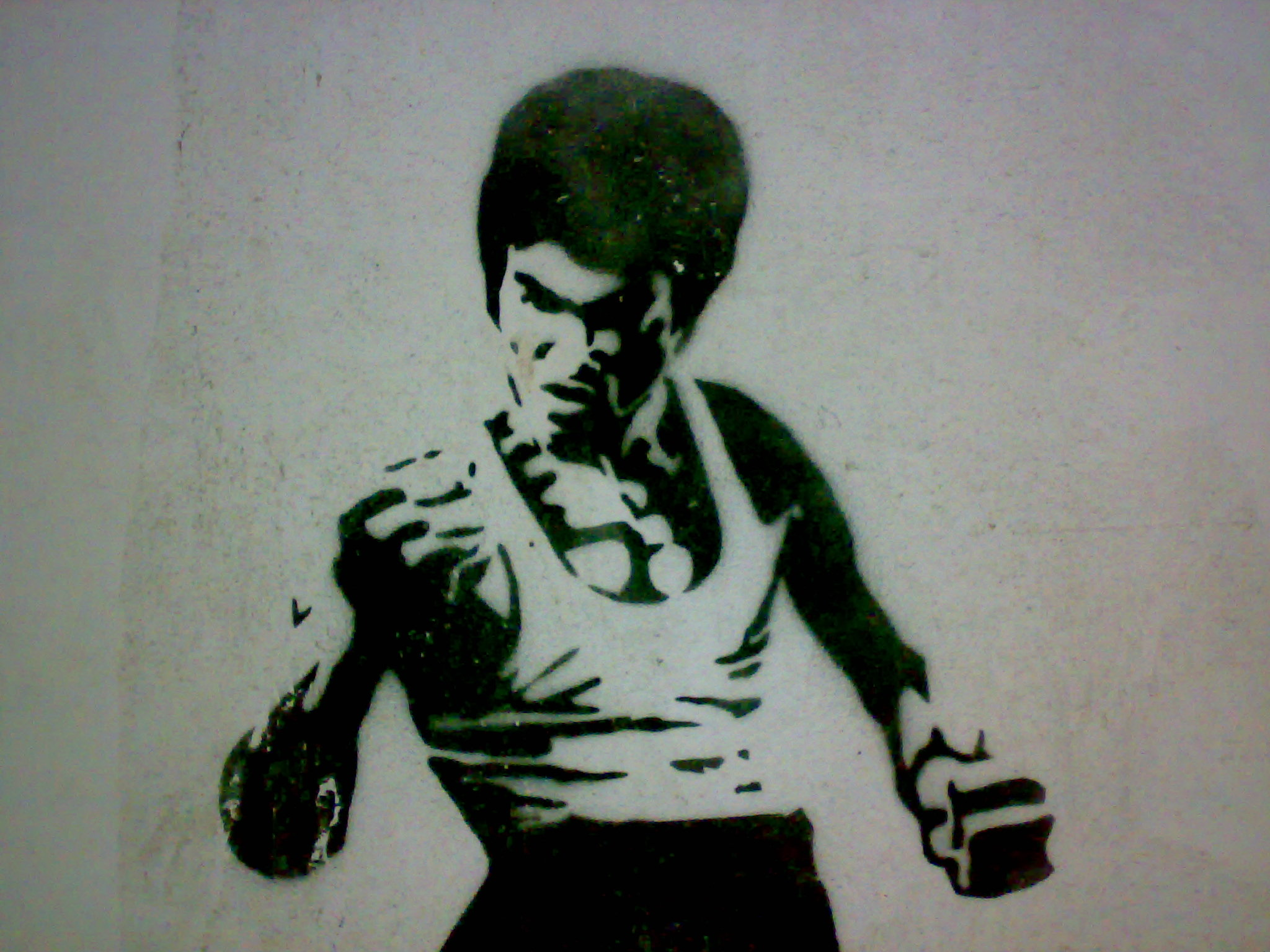
Przykład graffiti wykonanego za pomocą szablonu

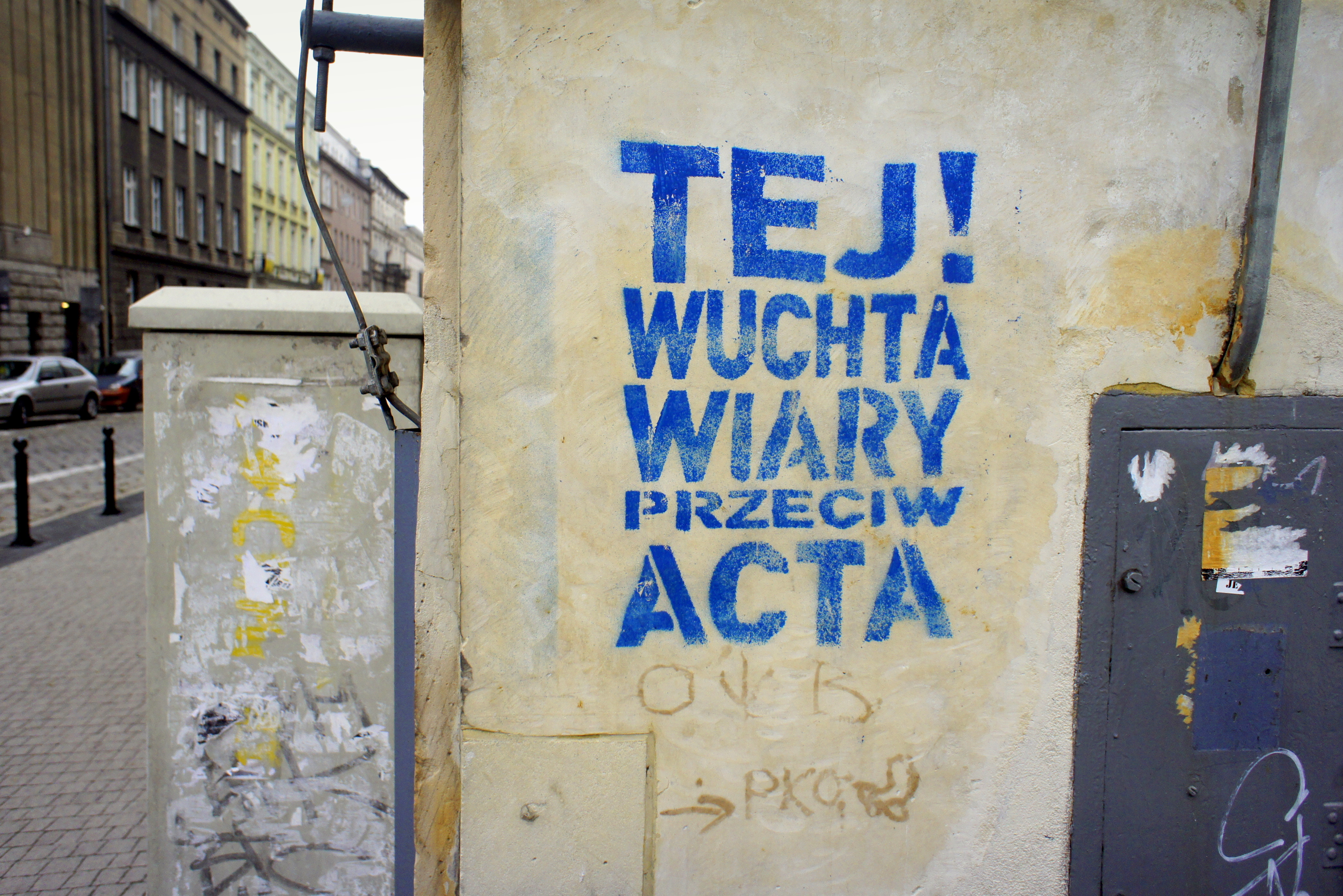
Napis w gwarze poznańskiej (protest przeciw ACTA)

Szablon (ang. stencil, fr. pochoir) – technika malarska typowa dla street artu. Do malowania wykorzystuje się matryce (również nazywane szablonami), wycięte zazwyczaj w tekturze lub grubej folii, które przykłada się do malowanej powierzchni, a następnie pokrywa farbą. Najczęściej wykorzystuje się w tym celu farbę w sprayu, można jednak nakładać farbę również pędzlem lub wałkiem. Techniką tą można wykonać zarówno proste, jednokolorowe prace jak i prace bardziej skomplikowane, wymagające wykonania wielu matryc i dokładnego zaplanowania kolejności nakładania farb.
Jednym z bardziej znanych artystów posługujących się tą techniką jest Banksy.
Poza wartością estetyczną, szablony często niosą ze sobą przekaz o wydźwięku politycznym lub społecznym.
W Polsce szablony zostały po raz pierwszy użyte do walki politycznej w czasie niemieckiej okupacji, kiedy za ich pomocą Polacy nanosili na mury i pomniki m.in. kotwicę – Znak Polski Walczącej. Protoplastą graffiti szablonowego w Polsce był Arkadiusz Foltyński, który w latach 80. XX wieku tworzył na ulicach miast aglomeracji górnośląskiej.